# Мунгия, Хайме
Хайме Мунгия (исп. Jaime Munguia; род. 6 октября 1996) — мексиканский боксёр-профессионал, выступающий в полусредней, в первой средней и средней весовых категориях. Чемпион мира по версии WBO (2018—2019) в 1-м среднем весе. 
Лучшая позиция по рейтингу BoxRec — 3-я (май 2025) и является 2-м среди мексиканских боксёров второй средней категории, а по рейтингам основных международных боксёрских организаций занимает: 2-ю строку рейтинга WBC, 10-ю строку рейтинга IBF, 3-ю строку рейтинга WBO — входя в ТОП-3 лучших бойцов второго среднего веса всего мира.

## Любительская карьера
Родился в семье профессионального боксёра Хайме Мунгии-старшего, выступавшего в тяжёлой весовой категории. На любительском уровне завоевал золото и бронзу национального чемпионата. В силу юного возраста не мог рассчитывать на участие в Лондонской Олимпиаде и решил уйти в профессионалы, не оставшись на следующий олимпийский цикл.

## Профессиональная карьера
Тренировался вместе с чемпионом мира в полусредней весовой категории Антонио Маргарито и перспективными боксёрами Карлосом Окампо и Хосе Ускатеги. Дебютировал на профессиональном ринге 13 июля 2013 года, одержав досрочную победу во 2-м раунде.
Мунгия был одним из кандидатов на бой против чемпиона мира в среднем весе по версиям WBC, WBA и IBF казахстанца Геннадия Головкина. Поединок был назначен на 5 мая 2018 года. Атлетическая комиссия штата Невада не одобрила кандидатуру Хайме, сочтя его слишком неопытным.

### Чемпионский бой с Садамом Али
В апреле 2018 года было объявлено, что 12 мая Мунгия встретится с чемпионом мира в 1-м среднем весе по версии WBO американцем Садамом Али. Мунгия нокаутировал Али в 4-м раунде.

### Бой с Лиамом Смитом
21 июля 2018 года победил по очкам экс-чемпиона мира в 1-м среднем весе британца Лиама Смита, защитив титул чемпиона мира в 1-м среднем весе по версии WBO. Счёт судей: 116—111, 119—108, 117—110..

### Бой с Брэндоном Куком
15 сентября 2018 года нокаутировал в 3-м раунде канадца Брэндона Кука.
В декабре 2018 года подписал контракт с промоутерской компанией Golden Boy Promotions, которая станет вести его дела совместно с Zanfer Promotions.

### Бой с Такэси Иноуэ
26 января 2019 года победил японца Такэси Иноуэ. Счёт судей: 119—109 и 120—108 (дважды)..

### Бой с Деннисом Хоганом
13 апреля 2019 года победил ирландца Денниса Хогана.

### Бой с Патриком Аллоти
14 сентября 2019 года нокаутировал в 4-м раунде ганца Патрика Аллоти.

### Бой с Камилом Шереметом
19 июня 2021 года победил бывшего претендента на титул чемпиона мира в среднем весе поляка Камила Шеремету. После 6-го раунда угол Шереметы отказался от продолжения боя.

### Бой с Габриэлем Росадо
13 ноября 2021 года победил бывшего претендента на титул чемпиона мира в среднем весе американца Габриэля Росадо.

### Бой с Сергеем Деревянченко
10 июня 2023 года в Онтэрио (США) победил бывшего претендента на титул чемпиона мира в среднем весе украинца Сергея Деревянченко. Поединок выдался захватывающим, украинец продемонстрировал высокую боеспособность, не уступая сопернику. Инициатива постоянно сменялась между боксерами, и каждый из них стремился взять верх. В концовке боя Мунгиа в заключительном раунде смог отправить Деревянченко в нокдаун ударом в корпус. Этот момент стал решающим, обеспечив победу Мунгии единогласным решением: 115—112, 114—113 (дважды)..

### Бой с Джоном Райдером
27 января 2024 года в Фениксе состоялся бой с бывшим претендентом на титул чемпиона мира 2-м среднем весе британцем Джоном Райдером. Мунгиа дважды отправил своего соперника в нокдаун во втором и четвертом раундах, демонстрируя активный стиль атаки. Райдер сумел выдержать напор Мунгии и, вероятно, выиграл шестой и седьмой раунды. Однако в начале девятого раунда он оказался в тяжелом нокдауне, после которого последовал еще один, заставивший секундантов Райдера бросить полотенце.

### Бой за звание абсолютного чемпиона мира с Саулем Альваресом
4 мая 2024 года в Лас-Вегасе состоялся титульный бой с соотечественником, абсолютным чемпионом мира во втором среднем весе Саулем Альваресом. Проиграл по очкам.
В июле 2024 года подписал контракт с промоутерской компанией Top Rank.

### Бой с Эриком Базиняном
20 сентября 2024 года вышел на восстановительный бой в Глендейле (США) против выступающего за Канаду уроженца Армении Эрика Базиняна (32-1-1, 23 КО).
Начало боя осталось за Базияном, он был активнее и солидно работал передней рукой сбивая Мунгию с удобной дистанции не давая подойти ближе. Если Мунгия прорывался на среднюю, Базиян встречал его кроссом. Мунгия только к 6-му раунду смог повернуть ситуацию взвинтив активность, нанося многоударные комбинации. В середине 7-го раунда мексиканцу удалось первый раз потрясти Базияна мощной двойкой, сказалась работа по корпусу, но армянин быстро восстановился даже похваставшись, что готов к размену. 8-й так же ушёл в актив Мунгии. После 8-и раундов боя независимый судья ESPN Марк Кригель работающий на этом вечер давал ничью:76—76. В 10-м отрезке боя за минуту до конца раунда Мунгия нанес точный мощный левый потряс Базияна, а после серии попаданий послал в нокдаун. Подняться на ноги соперник не смог. КО 10.

### Бой с Бруно Сурасом
В начале декабря 2024 года на Конгрессе WBC, прошедшем в Гамбурге (Германия) было предложено определить официального претендента WBC между  Кристианом Мбилли (28-0, 23 КО) и Мунгией. 14 декабря на родине в Тихуане (Мексика) решил провести промежуточный бой с небитым, но неизвестным 26-летним Бруно Сурасом (25-0-2, 4 КО). Первый раунд прошёл в разведке. Во втором Мунгия начал давить на гостя и подловил мощным левым хуком. Сурас поднялся на ноги, продолжил бой и смог продержаться до гонга. Третий раунд андердогом был проведен в защите, а вот в 4-й Сурас улучил момент и пробил точный апперкот. В 5-мраунде приезжий андердог снова потревожил фаворита, а вот в 6-м Сурас совершил сенсацию мощно попав правым боковым отправив Мунгию в нокаут. По версии журнала The Ring, бой получил награду «апсет года» в боксе 2024 года.

### Реванш с Бруно Сурасом
Мунгия воспользовался предусмотрительно прописанным в контракте пунктом о незамедлительном реванше. Бой - реванш планировалось провести 12 апреля в Мексике, но позже бой был включен в Саудовский кард с боем за все пояса Сауль Альварес - Вильям Скулл. На поединок вышел с новым тренером Эдди Рейносо (тренер Альвареса). Первые раунды остались за Сурасом, который выбрасывал быстрые оверхенды и много двигался на ногах. Мунгия, в отличие от первого боя, был спокоен, не взвинчивал темп. Пару раундов ушло для понимания дистанции. Первая половина боя осталась за фаворитом Мунгией, но не в одни ворота. Вторая часть двенадцатираундового боя уже контролировалась мексиканцем: Сурас много времени проводил за блоком и был пассивен, выбрасывал мало ударов. Счёт судей: 116—112, 117—111 дважды в пользу мексиканца. Итоговая статистика ударов: 105 попаданий у Мунгии и 64 у Сураса. 32 силовых в голову от Мунгии против 26 от Сураса. Удары в корпус: 45 на 9 в пользу победителя.

## Статистика профессиональных боёв
В таблице перечислены результаты всех поединков боксёров.
В каждой строке указан результат поединка. Дополнительно номер поединка обозначен цветом, который обозначает итог поединка. Расшифровка обозначений и цветов представлена в нижеследующей таблице.
| Пример | Расшифровка                     |
| ------ | ------------------------------- |
|        | Победа                          |
|        | Ничья                           |
|        | Поражение                       |
|        | Планируемый поединок            |
|        | Поединок признан несостоявшимся |
| КО     | Нокаут                          |
| ТКО    | Технический нокаут              |
| PTS    | Решение судей (по очкам)        |
| UD     | Единогласное решение судей      |
| MD     | Решение большинства судей       |
| SD     | Раздельное решение судей        |
| RTD    | Отказ от продолжения боя        |
| DQ     | Дисквалификация                 |
| NC     | Поединок признан несостоявшимся |

| 47 поединков, 45 побед (35 нокаутом), 2 поражения. | 47 поединков, 45 побед (35 нокаутом), 2 поражения. | 47 поединков, 45 побед (35 нокаутом), 2 поражения. | 47 поединков, 45 побед (35 нокаутом), 2 поражения.                               | 47 поединков, 45 побед (35 нокаутом), 2 поражения. | 47 поединков, 45 побед (35 нокаутом), 2 поражения. |
| Бой                                                | Дата                                               | Соперник                                           | Место проведения                                                                 | Результат                                          | Примечание |
| -------------------------------------------------- | -------------------------------------------------- | -------------------------------------------------- | -------------------------------------------------------------------------------- | -------------------------------------------------- | --- |
| 47                                                 | 3 мая 2025                                         | Бруно Сурас (26-0-2)                               | The Venue Riyadh Season, Эр-Рияд, Саудовская Аравия                              | UD 12                                              | Счёт: 116-112 и 117-111 (дважды). |
| 46                                                 | 14 декабря 2024                                    | Бруно Сурас (25-0-2)                               | Estadio Caliente, Тихуана, Нижняя Калифорния, Мексика                            | KO 6 (10), 2:36                                    | Сурас в нокдауне во 2-м раунде. Мунгия в нокдауне в 6-м раунде. |
| 45                                                 | 20 сентября 2024                                   | Эрик Базинян (32-0-1)                              | Дезерт Даймонд-арена, Глендейл, Аризона, США                                     | KO 10 (12), 2:36                                   | |
| 44                                                 | 4 мая 2024                                         | Сауль Альварес (60-2-2)                            | T-Mobile Arena, Лас-Вегас, США                                                   | UD 12                                              | Бой за звание абсолютного чемпиона мира по версиям IBF (4-я защита Альвареса), WBC (7-я защита Альвареса), WBA Super (7-я защита Альвареса), WBO (5-я защита Альвареса) и The Ring (3-я защита Альвареса) во 2-м среднем весе. Мунгия в нокдауне в 4-м раунде. Счет судей: 110-117, 111-116, 112-115. |
| 43                                                 | 27 января 2024                                     | Джон Райдер (32-6)                                 | Footprint Center, Финикс, Аризона, США                                           | TKO 9 (12), 1:25                                   | Защитил титул WBC Silver (1-я защита Мунгия) во 2-м среднем весе. |
| 42                                                 | 10 июня 2023                                       | Сергей Деревянченко (14-4)                         | Toyota Arena, Онтэрио, Калифорния, США                                           | UD 12                                              | Завоевал вакантный титул WBC Silver во 2-м среднем весе. Деревянченко в нокдауне в 12-м раунде. Счёт: 115-112 и 114-113 (дважды). |
| 41                                                 | 19 ноября 2022                                     | Гонсало Гастон Кориа (21-5)                        | Arena Astros, Гвадалахара, Халиско, Мексика                                      | KO 3 (10), 2:39                                    | Кориа в нокдауне во 2-м и в 3-м раундах. |
| 40                                                 | 11 июня 2022                                       | Джимми Келли (26-2)                                | Хонда-центр, Анахайм, Калифорния, США                                            | KO 5 (12), 2:57                                    | |
| 39                                                 | 19 февраля 2022                                    | Димитриус Баллард (21-0-1)                         | Plaza Monumental, Тихуана, Нижняя Калифорния, Мексика                            | TKO 3 (12), 1:47                                   | Защитил титул WBO Inter-Continental в среднем весе (3-я защита Мунгия). Баллард в нокдауне в 3-м раунде. |
| 38                                                 | 13 ноября 2021                                     | Габриэль Росадо (26-13-1)                          | Хонда-центр, Анахайм, Калифорния, США                                            | UD 12                                              | Защитил титул WBO Inter-Continental в среднем весе (2-я защита Мунгия). Счёт: 118-110, 117-111, 119-109. |
| 37                                                 | 19 июня 2021                                       | Камил Шеремета (21-1)                              | Don Haskins Center, Эль-Пасо, Техас, США                                         | RTD 6 (12), 3:00                                   | Защитил титул WBO Inter-Continental в среднем весе (1-я защита Мунгия). |
| 36                                                 | 30 октября 2020                                    | Туреано Джонсон (21-2-1)                           | Fantasy Springs Resort Casino, Индио, Калифорния, США                            | RTD 6 (12), 3:00                                   | Завоевал вакантный титул WBO Inter-Continental в среднем весе. |
| 35                                                 | 11 января 2020                                     | Гари О'Салливан (30-3)                             | Alamodome, Сан-Антонио, Техас, США                                               | TKO 11 (12), 2:17                                  | О'Салливан в нокдауне в 11-м раунде. |
| 34                                                 | 14 сентября 2019                                   | Патрик Аллоти (40-3)                               | Стабхаб Сентер, Карсон, Калифорния, США                                          | KO 4 (12), 2:18                                    | Защитил титул чемпиона мира по версии WBO (5-я защита Мунгия) в 1-м среднем весе. |
| 33                                                 | 13 апреля 2019                                     | Деннис Хоган (28-1-1)                              | Арена Монтеррей, Монтеррей, Нуэво-Леон, Мексика                                  | MD 12                                              | Защитил титул чемпиона мира по версии WBO (4-я защита Мунгия) в 1-м среднем весе. Счёт: 115-113, 116-112, 114-114. |
| 32                                                 | 26 января 2019                                     | Такэси Иноуэ (13-0-1)                              | Тойота-центр, Хьюстон, Техас, США                                                | UD 12                                              | Защитил титул чемпиона мира в 1-м среднем весе по версии WBO (3-я защита Мунгия). Счёт: 119-109 и 120-108 (дважды). |
| 31                                                 | 15 сентября 2018                                   | Брэндон Кук (20-1-0)                               | Ти-Мобайл Арена, Лас-Вегас, Невада, США                                          | TKO 3 (12), 1:03                                   | Защитил титул чемпиона мира в 1-м среднем весе по версии WBO (2-я защита Мунгия). |
| 30                                                 | 21 июля 2018                                       | Лиам Смит (26-1-1)                                 | Hard Rock Hotel and Casino, Лас-Вегас, Невада, США                               | UD 12                                              | Защитил титул чемпиона мира в 1-м среднем весе по версии WBO (1-я защита Мунгия). Смит в нокдауне в 6-м раунде. Счёт: 116-111, 119-108, 117-110. |
| 29                                                 | 12 мая 2018                                        | Садам Али (26-1-0)                                 | Turning Stone Resort Casino, Верона, Нью-Йорк, США                               | TKO 4 (12), 1:02                                   | Завоевал титул чемпиона мира в 1-м среднем весе по версии WBO (1-я защита Али). Али два раза в нокдауне в 1-м раунде и по одному разу во 2-м и 4-м раундах. |
| 28                                                 | 17 марта 2018                                      | Джонни Наваррете (31-11-2)                         | Arena José Sulaimán, Монтеррей, Нуэво-Леон, Мексика                              | KO 3 (10), 2:08                                    | |
| 27                                                 | 10 февраля 2018                                    | Хосе Карлос Пас (21-6-1)                           | Grand Oasis Resort, Канкун, Кинтана-Роо, Мексика                                 | KO 3 (10)                                          | Вакантный титул WBC Latino в 1-м среднем весе. |
| 26                                                 | 9 декабря 2017                                     | Пол Валенсуэла-младший (21-6-0)                    | Мандалай-Бэй, Лас-Вегас, Невада, США                                             | TKO 2 (8), 2:59                                    | |
| 25                                                 | 2 сентября 2017                                    | Уриэль Гонсалес (16-2-1)                           | Gimnasio Manual Bernardo Aguirre, Чиуауа, штат Чиуауа, Мексика                   | KO 2 (8), 1:26                                     | Гонсалес в нокдауне во 2-м раунде. |
| 24                                                 | 1 июля 2017                                        | Мигель Анхель Лопес (16-21-3)                      | Grand Hotel, Тихуана, Нижняя Калифорния, Мексика                                 | KO 3 (10), 2:54                                    | |
| 23                                                 | 29 апреля 2017                                     | Джонни Наваррете (31-8-1)                          | Gimnasio Manual Bernardo Aguirre, Чиуауа, штат Чиуауа, Мексика                   | UD 10                                              | Счёт судей: 99-91 и 100-90 (дважды). |
| 22                                                 | 1 апреля 2017                                      | Габриэль Аграмон (7-7-1)                           | Auditorio Municipal, Тихуана, Нижняя Калифорния, Мексика                         | RTD 2 (4), 3:00                                    | |
| 21                                                 | 24 марта 2017                                      | Хорхе Хуарес (8-24-3)                              | Auditorio Municipal, Villa Las Rosas, Чьяпас, Мексика                            | TKO 1 (8), 1:15                                    | |
| 20                                                 | 4 февраля 2017                                     | Хуан Масиас Монтиэль (19-3-1)                      | Auditorio Pablo Colin, Куаутитлан-Искальи, штат Мехико, Мексика                  | KO 2 (10), 2:58                                    | |
| 19                                                 | 10 декабря 2016                                    | Альваро Роблес (19-6-0)                            | Арена Монтеррей, Монтеррей, Нуэво-Леон, Мексика                                  | TKO 5 (10), 1:06                                   | |
| 18                                                 | 22 октября 2016                                    | Альфредо Чавес (12-7-0)                            | Auditorio Municipal Fausto Gutiérrez Moreno, Тихуана, Нижняя Калифорния, Мексика | TKO 1 (8), 2:32                                    | |
| 17                                                 | 13 августа 2016                                    | Рамиро Алькарас (16-5-1)                           | Baja California Center, Тихуана, Нижняя Калифорния, Мексика                      | KO 3 (8), 1:14                                     | |
| 16                                                 | 30 июля 2016                                       | Оскар Мора (5-2-0)                                 | Auditorio Municipal, Тихуана, Нижняя Калифорния, Мексика                         | KO 2 (8), 0:55                                     | |
| 15                                                 | 18 июня 2016                                       | Сет Каррильо (6-1-0)                               | Auditorio Municipal Fausto Gutiérrez Moreno, Тихуана, Нижняя Калифорния, Мексика | KO 2 (8), 2:58                                     | |
| 14                                                 | 30 апреля 2016                                     | Эллиот Кано (6-1-0)                                | Malecon Turistico, Гуаймас, Сонора, Мексика                                      | TKO 5 (8), 2:58                                    | |
| 13                                                 | 23 января 2016                                     | Франк Вердуско (4-1-0)                             | Palenque Fex, Мехикали, Нижняя Калифорния, Мексика                               | TKO 1 (8), 2:59                                    | |
| 12                                                 | 5 декабря 2015                                     | Габриэль Аграмон (6-4-1)                           | Gimnasio Municipal Gustavo Díaz Ordaz, Текате, Нижняя Калифорния, Мексика        | TKO 6 (8), 0:51                                    | |
| 11                                                 | 10 июля 2015                                       | Хосе Вальдес Сальгадо (3-10-2)                     | Campo Nuevo Ensenada, Энсенада, Нижняя Калифорния, Мексика                       | TKO 2 (6), 1:20                                    | |
| 10                                                 | 14 марта 2015                                      | Хулио Нарио (6-0-0)                                | Auditorio Municipal Fausto Gutiérrez Moreno, Тихуана, Нижняя Калифорния, Мексика | KO 4 (8), 2:42                                     | Нарио два раза в нокдауне в 4-м раунде. |
| 9                                                  | 10 января 2015                                     | Алан Савала (3-1-0)                                | Auditorio Municipal Fausto Gutiérrez Moreno, Тихуана, Нижняя Калифорния, Мексика | UD 6                                               | Счёт судей: 58-56 и 59-55 (дважды). |
| 8                                                  | 20 сентября 2014                                   | Хосе Вальдес Сальгадо (3-9-2)                      | Auditorio Municipal Fausto Gutiérrez Moreno, Тихуана, Нижняя Калифорния, Мексика | UD 4                                               | |
| 7                                                  | 27 июня 2014                                       | Хосе Артеага (1-3-2)                               | Hipódromo Caliente, Arena Tecate, Тихуана, Нижняя Калифорния, Мексика            | UD 4                                               | Счёт судей: 40-36 (все). |
| 6                                                  | 28 февраля 2014                                    | Херардо Мендоса (1-3-0)                            | Forum Tecate, Тихуана, Нижняя Калифорния, Мексика                                | TKO 2 (4), 2:14                                    | |
| 5                                                  | 11 января 2014                                     | Хуан Веласкес (6-20-2)                             | Casino Hipodromo Agua Caliente, Тихуана, Нижняя Калифорния, Мексика              | TKO 2 (4), 2:00                                    | |
| 4                                                  | 22 ноября 2013                                     | Абрахам Маркес (дебют)                             | Forum Tecate, Тихуана, Нижняя Калифорния, Мексика                                | TKO 1 (4), 2:42                                    | |
| 3                                                  | 26 октября 2013                                    | Бенхамин Романильо Уриас (1-1-0)                   | Caliente Racetrack, Тихуана, Нижняя Калифорния, Мексика                          | RTD 3 (4), 3:00                                    | |
| 2                                                  | 23 августа 2013                                    | Луис Контрерас (0-4-0)                             | Forum Tecate, Тихуана, Нижняя Калифорния, Мексика                                | TKO 2 (4), 2:41                                    | |
| 1                                                  | 13 июля 2013                                       | Мануэль Мора (дебют)                               | Forum Tecate, Тихуана, Нижняя Калифорния, Мексика                                | TKO 2 (4), 1:53                                    | |
| Бой                                                | Дата                                               | Соперник                                           | Место проведения                                                                 | Результат                                          | Примечание |

## Титулы и достижения

### Региональные
- Титул WBC Latino в 1-м среднем весе (2018).
- Титул WBO Inter-Continental в среднем весе (2020—2023).
- Титул WBC Silver во 2-м среднем весе (2023—н. в.).

### Мировые
- Чемпион мира в 1-м среднем весе по версии WBO (2018—2019).